# Bloodthirst
Bloodthirst är det amerikanska death metal-bandet Cannibal Corpses sjunde studioalbum, utgivet den 19 oktober 1999 av skivbolaget Metal Blade Records.

## Låtlista
| Nr           | Titel                       | Text         | Musik        | Längd |
| ------------ | --------------------------- | ------------ | ------------ | ----- |
| 1.           | Pounded into Dust           | Webster      | Webster      | 2:17  |
| 2.           | Dead Human Collection       | Mazurkiewicz | O'Brien      | 2:30  |
| 3.           | Unleashing the Bloodthirsty | Webster      | Webster      | 3:50  |
| 4.           | The Spine Splitter          | Mazurkiewicz | Owen         | 3:10  |
| 5.           | Ecstasy in Decay            | Mazurkiewicz | O'Brien      | 3:12  |
| 6.           | Raped by the Beast          | Mazurkiewicz | Owen         | 2:34  |
| 7.           | Coffinfeeder                | Webster      | Webster      | 3:04  |
| 8.           | Hacksaw Decapitation        | Mazurkiewicz | O'Brien      | 4:12  |
| 9.           | Blowtorch Slaughter         | Mazurkiewicz | Webster      | 2:33  |
| 10.          | Sickening Metamorphosis     | Webster      | Webster      | 3:24  |
| 11.          | Condemned to Agony          | Webster      | Webster      | 3:44  |
| Total längd: | Total längd:                | Total längd: | Total längd: | 34:35 |

## Medverkande
Musiker (Cannibal Corpse-medlemmar)
- George "Corpsegrinder" Fisher – sång
- Jack Owen – gitarr
- Pat O'Brien – gitarr
- Alex Webster – basgitarr
- Paul Mazurkiewicz – trummor

Produktion
- Colin Richardson – producent
- Justin Leeah – ljudtekniker
- Bobby Torres – studioassistent
- Eddy Schreyer – mastering
- Vincent Locke – omslagsdesign
- Brian Ames – grafisk design
- Alex McKnight – foto